# Jeanne Moreau
Jeanne Moreau (pronunciación en francés: /ʒan mɔʁo/; París, 23 de enero de 1928-París, 31 de julio de 2017) fue una actriz, guionista y directora francesa. Ganó el premio del Festival de Cannes a la mejor actriz por Moderato cantabile (1960), el premio BAFTA a la mejor actriz extranjera por Viva María! (1965), y el premio César a la mejor actriz por La Vieille qui marchait dans la mer (1992). También recibió varios premios de por vida, incluida un BAFTA Fellowship en 1996.
Moreau hizo su debut teatral en 1947, y se estableció como una de las principales actrices de la Comédie-Française. Comenzó a interpretar pequeños papeles en películas en 1949, con actuaciones importantes en el vehículo de Fernandel Meurtres? (1950) y junto a Jean Gabin en la película Touchez pas au grisbi (1954). Obtuvo prominencia como la estrella de Ascensor para el cadalso (1958), dirigida por Louis Malle, y Jules y Jim (1962), dirigida por François Truffaut. Más prolífica durante la década de 1960, Moreau siguió apareciendo en películas hasta sus 80 años.

## Biografía

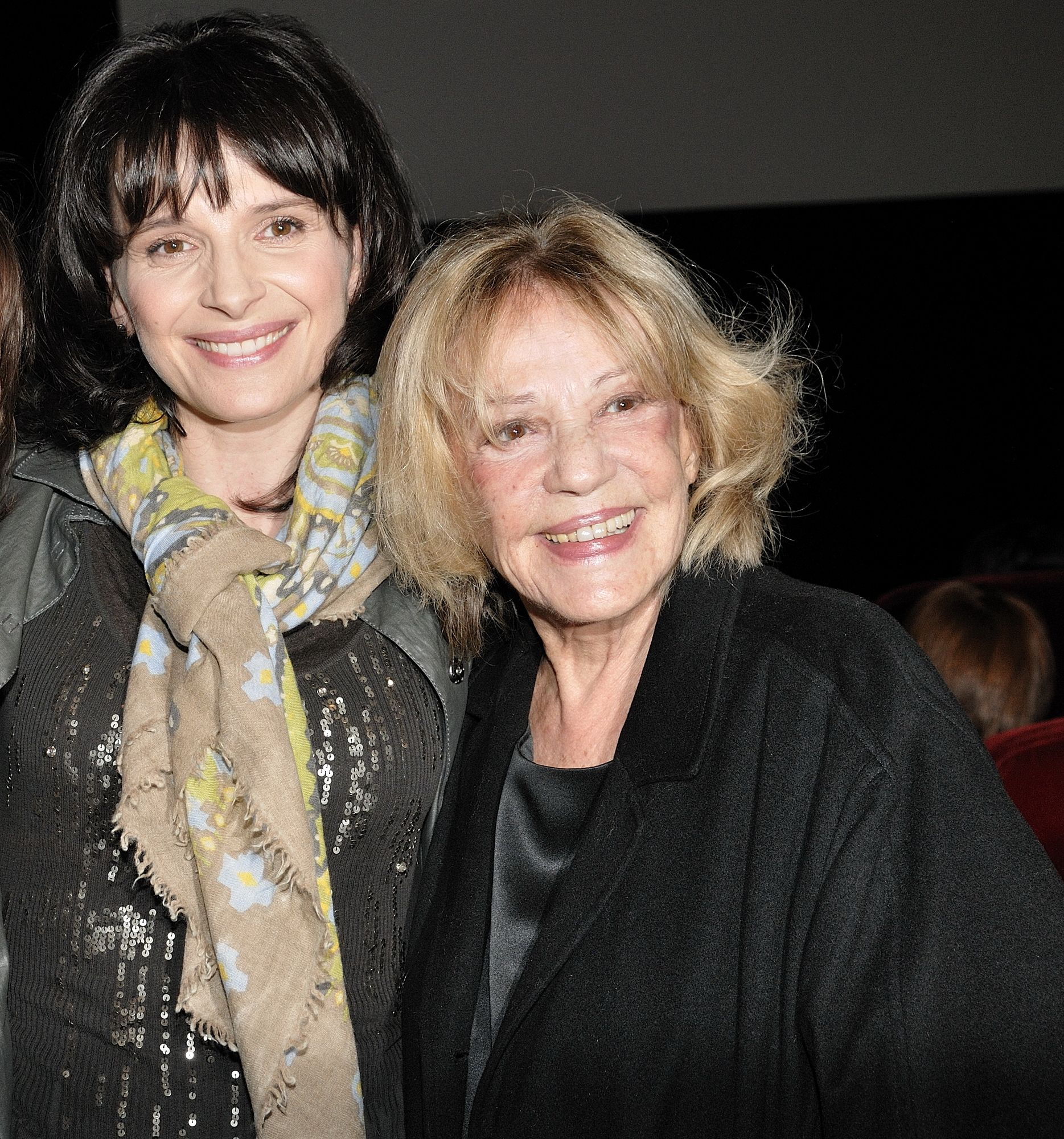
Moreau con Juliette Binoche en el teatro Elysee Biarritz en París en octubre de 2009.

Su madre, Kathleen Sarah Buckley, nació en Lancashire, Inglaterra, y había recalado en París como parte del grupo Tiller Girls para actuar en el Folies-Bergère. Su padre, Anatole Désiré Moreau, tenía un restaurante en Montmartre. Jeanne fue al Liceo Edgar Quinet de París y se formó en el Conservatorio de la misma ciudad.
Debutó en el teatro en 1947, en el Festival de Aviñón y ya a los veinte años integraba el elenco de la Comedia Francesa como la persona más joven nunca antes admitida.
Icono feminista para muchas personas, interpretó el papel de varias mujeres anticonformistas y rebeldes. En 1971 firmó el llamado Manifiesto de las 343, publicado el 5 de abril en el número 334 de la revista francesa Le Nouvel Observateur. El manifiesto lo firmaron 343 mujeres que afirmaban haber tenido un aborto, exponiéndose a ser sometidas a procedimientos penales que podían llegar hasta el ingreso en prisión.
La actriz francesa falleció en París a los 89 años.

### Éxitos de cine
Su filmografía más brillante data de los años 1950 y 1960 cuando fue la musa de Louis Malle, François Truffaut, Michelangelo Antonioni, Luis Buñuel, Jacques Demy y Roger Vadim entre otros realizadores de la Nouvelle vague francesa. También trabajó con Elia Kazan, Orson Welles, Peter Brook, Wim Wenders y otros famosos directores.
Entre sus filmes esenciales deben mencionarse Los amantes de 1962, La novia vestía de negro, Ascensor para el cadalso, Il marinaio del Gilbilterra de 1967 con Orson Welles, La noche con Marcello Mastroianni, Diario de una camarera de Luis Buñuel, Viva María! (con Brigitte Bardot), La reina Margot (1954), Diálogos de carmelitas, Las relaciones peligrosas con Gerard Philipe, Moderato cantabile y la extraordinaria Jules et Jim. 
Entre sus filmes posteriores se cuentan Querelle de Fassbinder, la película de acción Nikita y El amante de Jean-Jacques Annaud. En 1995 se destacó por su papel como Isabel, emperatriz de Rusia, en la película para TV Catalina La Grande, con Catherine Zeta-Jones como protagonista.
En 2002 interpretó a su gran amiga, la escritora Marguerite Duras, en la película Ese amor (Cet amour-là) y fue la favorita de directores como François Ozon y el israelí Amos Gitai, con quien rodó Plus tard (Algún día comprenderás), Disengagement y Carmel.

### Trabajos como directora
En 1976 dirigió la película Lumière y en 1979 El adolescente con Simone Signoret, con guiones que le pertenecieron, además de un documental sobre Lillian Gish.
En septiembre de 2001 dirigió la ópera Attila de Verdi en la Ópera de la Bastilla de París. También dirigió Lulú de Alban Berg.

### Teatro
En teatro se destacó en Pigmalión de Bernard Shaw, La gata sobre el tejado de zinc caliente y La noche de la iguana de Tennessee Williams, La máquina infernal de Jean Cocteau y otras.
En 2001 encarnó memorablemente a la escritora Marguerite Duras en Cet amour-là. Moreau protagonizó dos filmes basados en sus novelas y fue dirigida por ella en un film de 1972.

### Cantante
Incursionó en la canción con voz modesta, afinación perfecta y cautivante encanto. Grabó discos, hizo populares canciones como Le tourbillon de la vie, J'ai la memoire qui flanche y Oú-vas tu Mathilde y cantó junto a Frank Sinatra en el Carnegie Hall en 1984.

## Vida privada

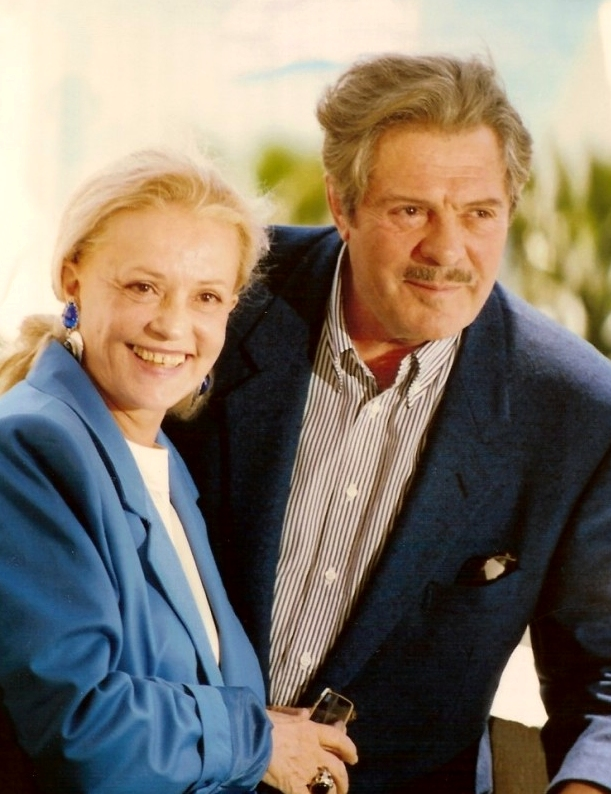
Moreau y Marcello Mastroianni en 1991.

Amiga de Jean Cocteau, Jean Genet, Henry Miller, Anaïs Nin y Marguerite Duras, estuvo ligada románticamente a Louis Malle, Lee Marvin, Tony Richardson y Pierre Cardin. Se casó con Jean Louis Richard, con quien tuvo a su hijo Jerome, y después con Theodoros Roubanis y William Friedkin.
Moreau era amiga íntima de Sharon Stone, quien presentó en 1998 un homenaje a Moreau en el Samuel Goldwyn Theater, sede de la academia en Beverly Hills. Orson Welles la llamó "la mejor actriz del mundo", y siguió siendo una de las actrices más destacadas de Francia. 

## Premios y distinciones
Festival Internacional de Cine de Cannes
| Año  | Categoría    | Película           | Resultado |
| ---- | ------------ | ------------------ | --------- |
| 1960 | Mejor actriz | Moderato Cantabile | Ganador   |

Festival Internacional de Cine de Venecia
| Año  | Categoría                        | Película             | Resultado |
| ---- | -------------------------------- | -------------------- | --------- |
| 1958 | Premio New Cinema - Mejor actriz | Los amantes          | Ganadora  |
| 1992 | León de Oro Especial             | León de Oro Especial | Ganadora  |

Festival Internacional de Cine de San Sebastián
| Año  | Categoría       | Resultado |
| ---- | --------------- | --------- |
| 1997 | Premio Donostia | Ganadora  |

- Condecorada por el Gobierno francés como Officier des Arts et des Lettres, Officier de l'Ordre National de la Légion d'Honneur y Commandeur de l'Ordre National du Mérite.
- En 1965 fue la primera actriz francesa en ser portada de Time.
- En las ediciones de 1975 y de 1995 presidió el jurado del Festival de Cannes, la única actriz en presidirlo dos veces.
- En 1983 fue presidente del jurado del Festival de Berlín.
- En 1988 ganó el Premio Molière a la mejor actriz teatral por "Le récit de la servante Zerline" de Hermann Broch.
- En 1992 ganó el Premio César por  La vieille qui marchait dans la mer.
- En 1998 recibió el tributo del American Academy of Motion Pictures.
- En 1999 fue recipiente del Festival Internacional de Cine de Mujeres de Créteil.
- En enero de 2001 fue la primera mujer nombrada académica en la Academie des beaux-arts de París.
- En 2003 fue Palma de Honor del Festival de Cannes.
- Doctora honoris causa de la Universidad de Lancaster, Reino Unido, y de la Universidad de la Ciudad de Nueva York.
- En 1994 fue la única actriz francesa merecedora de una retrospectiva en el MOMA.
- Miembro honorario del British Film Institute.
- Fue presidenta del jurado en Avoriaz (1981), Nueva Delhi (1985 y 1996), Montreal (1996) y Angers (2001).

### Bibliografía

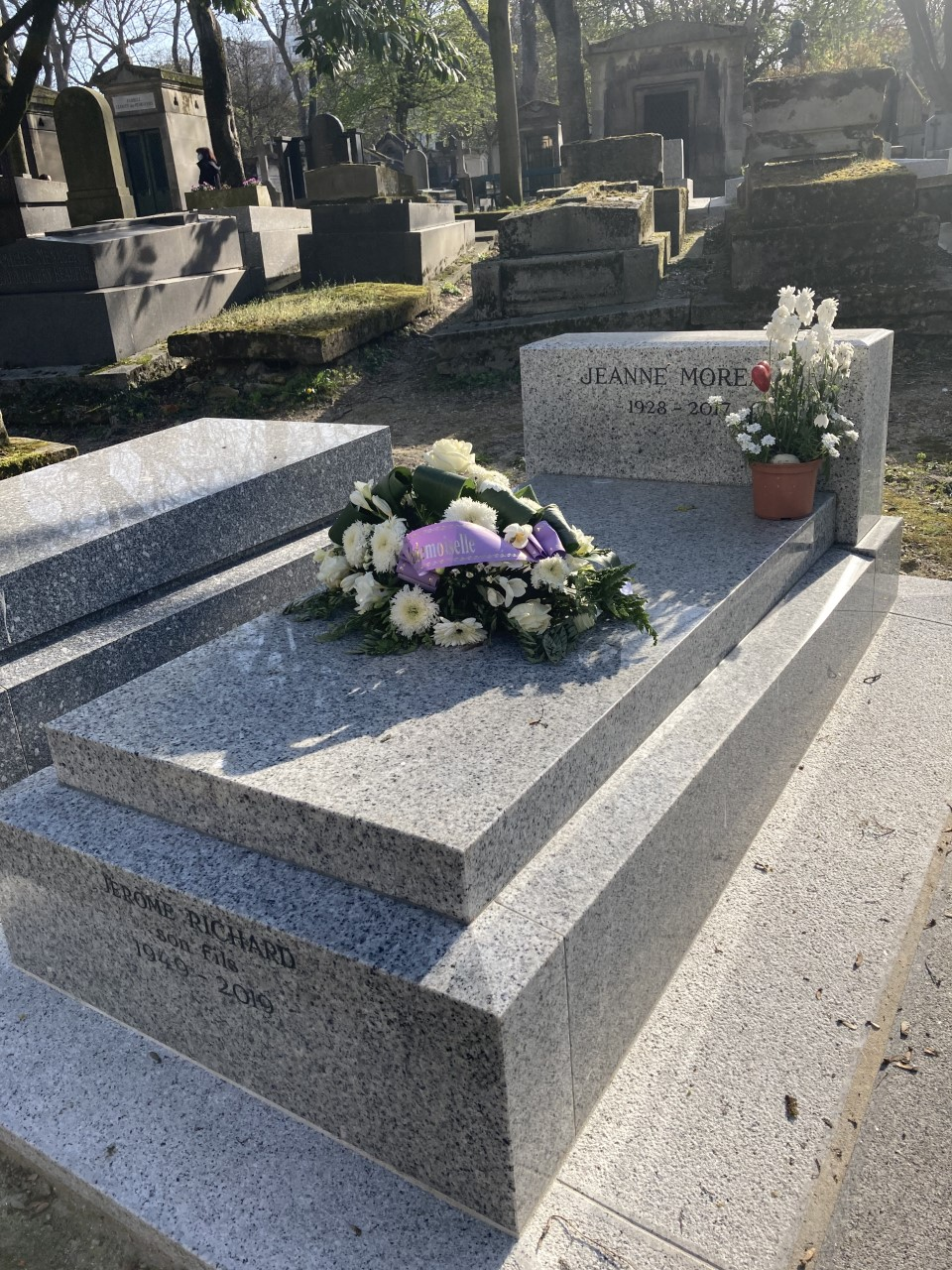
Tumba.

## Filmografía